# Les Petits Bourgeois
Les Petits Bourgeois (em português, Os pequenos burgueses) é um romance de Honoré de Balzac publicado em 1855 por Kiessling, editor de Bruxelas, depois em 1856 por Potter, sendo classificado nas Cenas da vida parisiense da Comédia Humana.
Por pequenos burgueses, o autor entendia os colarinhos brancos, ou seja, o nível mais baixo da classe média da época, tanto intelectual quanto social. Uma classe em desenvolvilmento, pela qual Balzac não demonstra afeição, exprimindo até mesmo, certas vezes, um desprezo ultrajado.

## Enredo
Marie Jeanne Brigitte Thuillier, solteirona e mulher de negócios considerada, criou um florescente comércio de bolsas para o Banco, que ela vendeu, então, e que lhe garantiu um retorno confortável. Ela foi sacrificada em favor de seu irmão, como Mademoiselle Armand d'Esgrignon em Le Cabinet des Antiques, mas, como esta, não guardou rancor algum do sacrifício. Ao contrário, ela até mesmo tornou-se para seu irmão um ascendente gentil, malgrada a mediocridade do personagem que, ainda que homem sedutor, não chega a nada com seus estudos e se torna mero funcionário de escritório. Brigitte Thuillier protege a filha ilegítima de seu irmão: Brigitte Colleville, cuja mãe natural, Flavie Colleville, é devorada de ambição e rodeada de amantes.
Balzac mergulha no mundo dos funcionários de escritório, assunto já tratato em Les Employés ou la Femme supériere, sendo a mulher superior aqui Flavie de Colleville, que faz intrigas com as personagens poderosas que seduz para avançar a carreira do marido. Com efeito, Colleville, simples funcionário, assim como Thuillier, tem esperança de uma promoção social para si mesmo e para seus filhos. As intrigas avançam, sobretudo quando o advogado Théodose de la Peyrade (sobrinho do formidável Peyrade) se envolve. Trata-se de obter a mão e o dote de Brigitte (Colleville) Thuiller já desejada por Minard (um outro funcionário). Théodose de la Peyrade procura impressionar Mademoiselle Marie Jeanne Brigitte Thuillier com uma operação imobiliária cujo benefício irá para Brigitte Colleville (à qual Balzac deu o nome de Modeste Thuiller para evitar a confusão). Mas o romance comntinua da mesma forma confuso e o autor se desinteressa a ponto de deixá-lo inacabado.
Sem dúvida tinha ele em mente um afresco mais importante: os personagens são inumeráveis, as intrigas complicadas, e muitos dos perfis já foram explorados em Les Employés, de onde ele reciclou diversas partes. O manuscrito inicial termina bruscamente. Os trabalhos de Charles Rabou para completá-lo, junto com Ewelina Hańska, que vêm dobrar o volume do texto original, foram muito discutidos na publicação da obra e continuam discutíveis, tanto que a Bibliothèque de la Pléiade publicou no tomo VIII o manuscrito original em uma parte e as adições em outra. A edição brasileira traduzida da Comédia, organizada por Paulo Rónai, traz apenas um resumo dessas adições.

## Biliografia
- Hilgar, Marie-France. Honoré de Balzac lecteur de Gracián (em francês), Ensayos de literatura europea e hispanoamericana, San Sebastián, Univ. del País Vasco, 1990, p. 233-9.
- Meininger, Anne-Marie. Les Petits bourgeois (em francês), L'Année balzacienne, 1969, p. 210-30.
- Schlossman, Beryl. Balzac's Art of Excess (em inglês), MLN, Vol. 109, No. 5, Dez., 1994, p. 872-896.